# فانداليا (أوهايو)
فانداليا (بالإنجليزية: Vandalia, Ohio)‏ هي مدينة تقع في الولايات المتحدة في مقاطعة منتغامري، أوهايو. يقدر عدد سكانها بـ 15,246 نسمة ومساحتها 32.14 كم2 وترتفع عن سطح البحر 303 متر.

## التركيبة السكانية
قام مكتب تعداد الولايات المتحدة بتحديد بيانات التركيبة السكانية لفانداليا في تعداد الولايات المتحدة. في ما يلي، التركيبة السكانية حسب تعدادي 2000 و2010.

### تعداد عام 2000
بلغ عدد سكان فانداليا 14,603 نسمة بحسب تعداد عام 2000، وبلغ عدد الأسر 6,235 أسرة وعدد العائلات 4,090 عائلة مقيمة في المدينة. في حين سجلت الكثافة السكانية 1,236.5 نسمة لكل ميل مربع (477.4/كم2). وبلغ عدد الوحدات السكنية 6,489 وحدة بمتوسط كثافة قدره 549.5 نسمة لكل ميل مربع (212.2/كم2).
وتوزع التركيب العرقي للمدينة بنسبة 96.08% من البيض و 0.13% من الأمريكيين الأصليين و 1.23% من الأمريكيين ذوي الأصول الآسيوية و 0.03% من سكان جزر المحيط الهادئ و 1.28% من الأمريكيين الأفارقة و 0.90% من عرقين مختلطين أو أكثر.
بلغ عدد الأسر 6,235 أسرة كانت نسبة 30.1% منها لديها أطفال تحت سن الثامنة عشر تعيش معهم، وبلغت نسبة الأزواج القاطنين مع بعضهم البعض 52.0% من أصل المجموع الكلي للأسر، ونسبة 10.3% من الأسر كان لديها معيلات من الإناث دون وجود شريك، وكانت نسبة 34.4% من غير العائلات. تألفت نسبة 29.8% من أصل جميع الأسر من أفراد ونسبة 8.5% كانوا يعيش معهم شخص وحيد يبلغ من العمر 65 عاماً فما فوق. وبلغ متوسط حجم الأسرة المعيشية 2.88، أما متوسط حجم العائلات فبلغ 2.32.
بلغ العمر الوسطي للسكان 38 عاماً. وكانت نسبة 23.6% من القاطنين تحت سن الثامنة عشر، وكانت نسبة 8.1% بين الثامنة عشر والأربعة وعشرون عاماً، ونسبة 29.7% كانت واقعةً في الفئة العمرية ما بين الخامسة والعشرون حتى والأربعة وأربعون عاماً، ونسبة 25.0% كانت ما بين الخامسة والأربعون حتى الرابعة والستون، ونسبة 13.6% كانت ضمن فئة الخامسة والستون عاماً فما فوق. يوجد لكل 100 أنثى 94.4 ذكر، ويوجد لكل 100 أنثى في الثامنة عشر من عمرها فما فوق 90.9 ذكر.
بلغ متوسط دخل الأسرة في المدينة 44,463 دولار، أما متوسط دخل العائلة فبلغ 55,270 دولار. وكان متوسط دخل الذكور 41,938 دولار مقابل 26,853 دولار للإناث. وسجل دخل الفرد الخاص بالمدينة 24,199 دولار. وكانت نسبة 3.5% من العائلات ونسبة 5.2% من السكان تحت خط الفقر، وكان من هؤلاء نسبة 6.2% تحت سن الثامنة عشر ونسبة 5.4% في الخامسة والستين من العمر وما فوق.

### تعداد عام 2010
بلغ عدد سكان فانداليا 15,246 نسمة بحسب تعداد عام 2010، وبلغ عدد الأسر 6,571 أسرة وعدد العائلات 4,166 عائلة مقيمة في المدينة. في حين سجلت الكثافة السكانية 1,235.5 نسمة لكل ميل مربع (477.0/كم2). وبلغ عدد الوحدات السكنية 7,055 وحدة بمتوسط كثافة قدره 571.7 لكل ميل مربع (220.7/كم2).
وتوزع التركيب العرقي للمدينة بنسبة 91.5% من البيض و 0.1% من الأمريكيين الأصليين و 1.4% من الأمريكيين ذوي الأصول الآسيوية و 4.1% من الأمريكيين الأفارقة و 2.1% من عرقين مختلطين أو أكثر.
بلغ عدد الأسر 6,571 أسرة كانت نسبة 30.0% منها لديها أطفال تحت سن الثامنة عشر تعيش معهم، وبلغت نسبة الأزواج القاطنين مع بعضهم البعض 46.5% من أصل المجموع الكلي للأسر، ونسبة 12.3% من الأسر كان لديها معيلات من الإناث دون وجود شريك، بينما كانت نسبة 4.7% من الأسر لديها معيلون من الذكور دون وجود شريكة وكانت نسبة 36.6% من غير العائلات. تألفت نسبة 31.1% من أصل جميع الأسر من أفراد ونسبة 10.2% كانوا يعيش معهم شخص وحيد يبلغ من العمر 65 عاماً فما فوق. وبلغ متوسط حجم الأسرة المعيشية 2.88، أما متوسط حجم العائلات فبلغ 2.30.
بلغ العمر الوسطي للسكان 40.6 عاماً. وكانت نسبة 23.1% من القاطنين تحت سن الثامنة عشر، وكانت نسبة 8.3% بين الثامنة عشر والأربعة وعشرون عاماً، ونسبة 24.2% كانت واقعةً في الفئة العمرية ما بين الخامسة والعشرون حتى والأربعة وأربعون عاماً، ونسبة 28.7% كانت ما بين الخامسة والأربعون حتى الرابعة والستون، ونسبة 15.7% كانت ضمن فئة الخامسة والستون عاماً فما فوق. وتوزع التركيب الجنسي للسكان بنسبة 48.4% ذكور و51.6% إناث.

## المدن التوأمة
ليشتنفلز و بريستويك هي مدن توأمة لـفانداليا .